# کائوری موریواکا
کائوری موریواکا (انگلیسی: Kaori Moriwaka; ۱۱ دسامبر ۱۹۶۳ – ) خواننده-ترانه‌پرداز، بازیگر اهل ژاپن بود. وی از سال ۱۹۸۳ میلادی تاکنون مشغول فعالیت بوده‌است.